# Basileia (cantão)

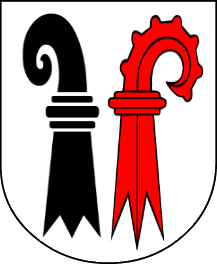

O cantão de Basileia (em alemão Basel) é um cantão suíço, membro da Confederação Suíça desde 1501, que se dividiu em dois semicantões em 1833, Basileia-Campo e Basileia-Cidade.